# Francesco Antonucci
Francesco Antonucci (Charleroi, 20 de junio de 1999) es un futbolista belga que juega de centrocampista en el Al-Shahaniya S. C. de la Liga de fútbol de Catar.

## Trayectoria

### A. S. Monaco F. C.
Jugó en las categorías inferiores de La Louvière Centre, Royal Charleroi S. C., R. S. C. Anderlecht y Ajax de Ámsterdam. En el parón invernal de la temporada 2016-17 se marchó al A. S Monaco F. C.. En el Mónaco, jugó en el segundo equipo, compitiendo en el Championnat National 2, la cuarta división del sistema de ligas del fútbol francés.

#### Préstamo al FC Volendam
De cara a la temporada 2019-20, fue enviado a préstamo por una temporada al FC Volendam de la Eerste Divisie, con el que debutó el 13 de septiembre de 2019, en un empate en casa contra el FC Dordrecht (1-1) en el que entró por Alex Plat en el minuto 74. Una semana más tarde, debutó en la alineación titular en el Vissersderby contra el SC Telstar Velsen e inmediatamente marcó su primer gol como profesional, el primero del partido tras una asistencia de Kevin Visser, en un partido que el Volendam acabó ganando por 2-1. En el segundo período de la temporada de la Eerste Divisie, empezó a encontrar su sitio en el equipo del entrenador Wim Jonk, ya que el FC Volendam ganó ocho partidos seguidos y, por tanto, se hizo con el título del período, clasificándose para los play-offs de ascenso. En el partido decisivo, contra el MVV Maastricht (victoria por 4-1), marcó un gol. A lo largo de la temporada,se convertiría en uno de los jugadores definitorios del equipo del Volendam, ya que sólo en los meses de diciembre y enero marcó seis goles e hizo tres asistencias. En marzo de 2020, fue nombrado "Mejor Talento" del tercer periodo. Poco después, se suspendió toda la actividad futbolística en Holanda debido a la pandemia de COVID-19. En esa época, fue máximo goleador del club junto a Martijn Kaars.

### Feyenoord de Róterdam

#### Segundo préstamo al FC Volendam
Regresó al A. S. Monaco F. C. a principios de junio de 2020, ya que la temporada 2019-20 había sido cancelada oficialmente en el fútbol neerlandés. En agosto de 2020, firmó un contrato de cuatro años con opción a un año más con el club de la Eredivisie, el Feyenoord, y parte del acuerdo consistía en que jugaría otro año cedido en el FC Volendam. Continuó con su buen juego y terminó la temporada 2020-21 como el jugador del FC Volendam con más asistencias (11). Con el Volendam se clasificó para los play-offs de ascenso, pero el NAC Breda resultó demasiado fuerte.

#### Regreso al Feyenoord
Al final de la temporada 2020-21, regresó al Feyenoord. El 22 de julio de 2021, debutó con el club como suplente en un partido de clasificación para la Liga Europa Conferencia de la UEFA contra el FC Drita. En el tiempo de descuento, Antonucci remató al poste y así no pudo evitar que el partido terminara en empate a cero.

#### Tercer préstamo al FC Volendam
El 6 de enero de 2022 fue enviado en su tercera cesión al FC Volendam, firmando un contrato de préstamo de seis meses. Dado que el club logró el ascenso a la Eredivisie, la cesión se prolongó automáticamente una temporada.

## Estadísticas

### Clubes
Actualizado al último partido disputado el 28 de mayo de 2023.
| Club                                 | Div.          | Temporada     | Liga  | Liga  | Copas nacionales | Copas nacionales | Copas internacionales | Copas internacionales | Total | Total |
| Club                                 | Div.          | Temporada     | Part. | Goles | Part.            | Goles            | Part.                 | Goles                 | Part. | Goles |
| ------------------------------------ | ------------- | ------------- | ----- | ----- | ---------------- | ---------------- | --------------------- | --------------------- | ----- | ----- |
| A. S. Monaco F. C. II Francia        | 4.ª           | 2016-17       | 6     | 0     | —                | —                | —                     | —                     | 6     | 0     |
| A. S. Monaco F. C. II Francia        | 4.ª           | 2017-18       | 23    | 5     | —                | —                | —                     | —                     | 23    | 5     |
| A. S. Monaco F. C. II Francia        | 4.ª           | 2018-19       | 19    | 8     | —                | —                | —                     | —                     | 19    | 8     |
| A. S. Monaco F. C. II Francia        | 4.ª           | 2019-20       | 2     | 0     | —                | —                | —                     | —                     | 2     | 0     |
| A. S. Monaco F. C. II Francia        | Total club    | Total club    | 50    | 13    | 0                | 0                | 0                     | 0                     | 50    | 13    |
| FC Volendam · Países Bajos           | 2.ª           | 2019-20       | 20    | 11    | 1                | 0                | —                     | —                     | 21    | 11    |
| FC Volendam · Países Bajos           | 2.ª           | 2020-21       | 32    | 4     | 0                | 0                | —                     | —                     | 32    | 4     |
| Feyenoord de Róterdam · Países Bajos | 1.ª           | 2021-22       | 0     | 0     | 0                | 0                | 1                     | 0                     | 1     | 0     |
| Feyenoord de Róterdam · Países Bajos | Total club    | Total club    | 0     | 0     | 0                | 0                | 1                     | 0                     | 1     | 0     |
| FC Volendam · Países Bajos           | 2.ª           | 2021-22       | 16    | 1     | 0                | 0                | —                     | —                     | 16    | 1     |
| FC Volendam · Países Bajos           | 1.ª           | 2022-23       | 17    | 2     | 0                | 0                | —                     | —                     | 17    | 2     |
| FC Volendam · Países Bajos           | Total club    | Total club    | 85    | 18    | 1                | 0                | 0                     | 0                     | 86    | 18    |
| Total carrera                        | Total carrera | Total carrera | 135   | 31    | 1                | 0                | 1                     | 0                     | 137   | 31    |